# لوكاس كوبادو
لوكاس فرناندو كوبادو شروبنهاوزر (بالإسبانية: Lucas Copado)، (مواليد 10 يناير 2004) هو لاعب كرة قدم ألماني إسباني يلعب في مركز الهجوم في نادي لاسك النمساوي .